# Parque Natural da Arrábida
O Parque Natural da Arrábida é uma reserva biogenética situada na península de Setúbal, abrangendo os municípios de Palmela, Setúbal e Sesimbra, com a altitude mais elevada no Pico do Formosinho, com 501 metros de altitude, no distrito de Setúbal, em Portugal. Estende-se por 35 quilómetros, incluindo diversas montanhas e lugares de assinalável interesse e beleza natural, tais como a Serra do Louro, Serra do Risco, Serra de São Luís, Serra dos Gaiteiros, Serra Longa, Serra de São Francisco e a própria Serra da Arrábida.
O Parque Natural da Arrábida foi criado pelo Decreto-Lei n.º 622/76, de 28 de julho, com uma área aproximada de 10 800 hectares, protegendo a vegetação maquis de tipo mediterrânico nascida deste microclima com semelhanças com regiões adriáticas, como a Dalmácia. 
A fauna e flora são bastante diversificadas, apesar de terem sofrido grandes alterações desde o século XIX. Até ao início do século XX era ainda possível observar lobos e veados. Recentemente, verificou-se um aumento significativo do número de javalis na Serra da Arrábida devido à ausência de predadores naturais, que está a ameaçar espécies de flora protegida pelo parque natural, como orquídeas raras e tulipas selvagens..
Concentram-se neste território cerca de 1400 espécies vegetais, que correspondem a 40% da flora portuguesa e menos de 1% da área vegetal do país. É também a casa de uma planta muito especial, o trovisco-do-espichel (Euphorbia pedroi).
O Parque Natural está integrado em redes internacionais de conservação.Todo o seu território está classificado como Sítio de Especial Interesse para a Conservação da Natureza - Biótopo CORINE.

## Geomorfologia
O Parque Natural da Arrábida deve o seu nome à principal unidade geomorfológica do parque e a que apresenta a altimetria mais elevada da cordilheira da Serra da Arrábida. O parque natural é constituído por três eixos principais e dividido em duas zonas distintas:
- Primeira linha: composto por pequenas elevações nos arredores de Sesimbra, pelas Serra do Risco e Serra da Arrábida

- Segunda Linha: composto pelas Serra de São Luís e Serra dos Gaiteiros.
- Terceira Linha: composto pelas Serra de São Francisco, Serra do Louro e Serra Longa.

Cabo Espichel

A zona geográfica do cabo Espichel faz também parte do parque e possui vistas panorâmicas sobre a costa da Caparica a norte, e a sul sobre a longa praia que se estende desde da península de Troia até a cidade de Sines.
O parque natural da Arrábida é excepcional pela diversidade de processos geológicos, exemplos disso são a discordância do Portinho da Arrábida como testemunho da primeira fase de inversão tectónica da Margem Ocidental Ibérica (MOI), a falha de El Carmen, o afloramento da falha sin-sedimentar da Figueirinha, os Conglomerados do Alto da Califórnia e a Brecha da Arrábida (tipo litológico único no mundo) são outros exemplos de fenómenos geológicos de extrema relevância do ponto de vista científico e patrimonial.

## Hidrografia
Os principais cursos de água no Parque Natural da Arrábida localizam-se na sua maioria na parte este, entre Setúbal, Palmela e no vale dos Picheleiros.
A ribeira da Ajuda é o curso de água de maior caudal da cadeia Arrábida, resulta da junção das Ribeiras de Alcube e do Picheleiro e ainda tem a contribuição das Ribeiras do Almelão e Pomarinho. A sua bacia hidrográfica abrange os Vales de Picheleiro, Alcube e Ajuda, as encostas a W(oeste) e a S(sul) da serra de São Luís e as encostas a W do Nico e Viso.
Temos ainda a ribeira de Melra, do Vale de Cavalo e de Mareta. Outros cursos de água, como sejam a ribeira da Corva, afluente da ribeira de Livramento, ou a ribeira do Calhariz, afluente do rio Coina, alcançam os seus maiores caudais exteriormente ao Parque.
De todas as linhas de água referidas, interior da área do Parque, apenas a ribeira da Ajuda conserva corrente durante alguns meses, ou mesmo durante quase todo o ano. Em grande parte da Península de Setúbal, em que o Parque se insere, a infiltração profunda excede largamente o escoamento superficial.
É na Serra do Risco que nasce o Rio Coina no vale do Povoado dos Ouriços, junto a Marmitas do Gigante.

## Clima
O parque natural da Arrábida apresenta acentuadas características mediterrânicas, traduzindo-se em duas estações extremas:
- verão quente e seco chegando a atingir temperaturas com valores aproximados às temperaturas das regiões tropicais, com períodos de seca prolongados que se podem estender por vários meses;
- inverno frio geralmente húmido. Essas são intercaladas com duas estações intermédias, o outono e a primavera.

Na Arrábida é importante referir os microclimas, próprios das vertentes norte e sul da área montanhosa. A encosta a norte, mais exposta aos ventos húmidos do noroeste, é mais húmida e fresca que a vertente meridional, abrigada dos fortes ventos frios e exposta a uma forte insolação, o que lhe dá mais secura no período estival, temperatura elevada, assim como invernos temperados.
A proximidade do mar, no caso o oceano Atlântico, é um fator climático de relevante importância dando à região maiores humidades e consequentemente maior amenidade nas temperaturas ao longo do ano.

## Flora
Nessa área protegida subsiste vegetação natural de grande importância conservacionista, não só do ponto de vista nacional como internacional.
Destacam-se os carvalhais de Quercus faginea frequentes um pouco por toda a Arrábida, nas encostas setentrionais e vales; as formações nas linhas de água torrenciais com Crataegus monogyna e a notável Acer monspessulanum; as perenifólias de cariz mediterrânico como a oliveira (Olea europaea) e alfarrobeira (Ceratonia siliqua) nos vales orientados a Sul; as escarpas calcárias interiores que incluem Piptatherum coerulescens, Catapodium salzmanii, Narcissus calcicola (narciso calcícola), Cheilanthes catanensis, Convolvulus siculus, Linaria melanantha, Chaenorrhinum origanifolium, etc.; as perenifólias de possível transição durisilvae-laurisilvae com portes que atingem 15 m e nos estádios mais equilibrados por Quercus coccifera, Phillyrea latifolia e incluindo a Smilax aspera; as formações de hemi-fruticeta muito localizadas nas arribas marítimas entre os Cabos Espichel e D'Ares caracterizadas pela presença de Euphorbia pedroi e Withania frutescens; as estruturas vestigiais de laurisilvae nas arribas marítimas junto do Cabo Espichel (caracterizado pela presença de Convolvulus fernandesii).

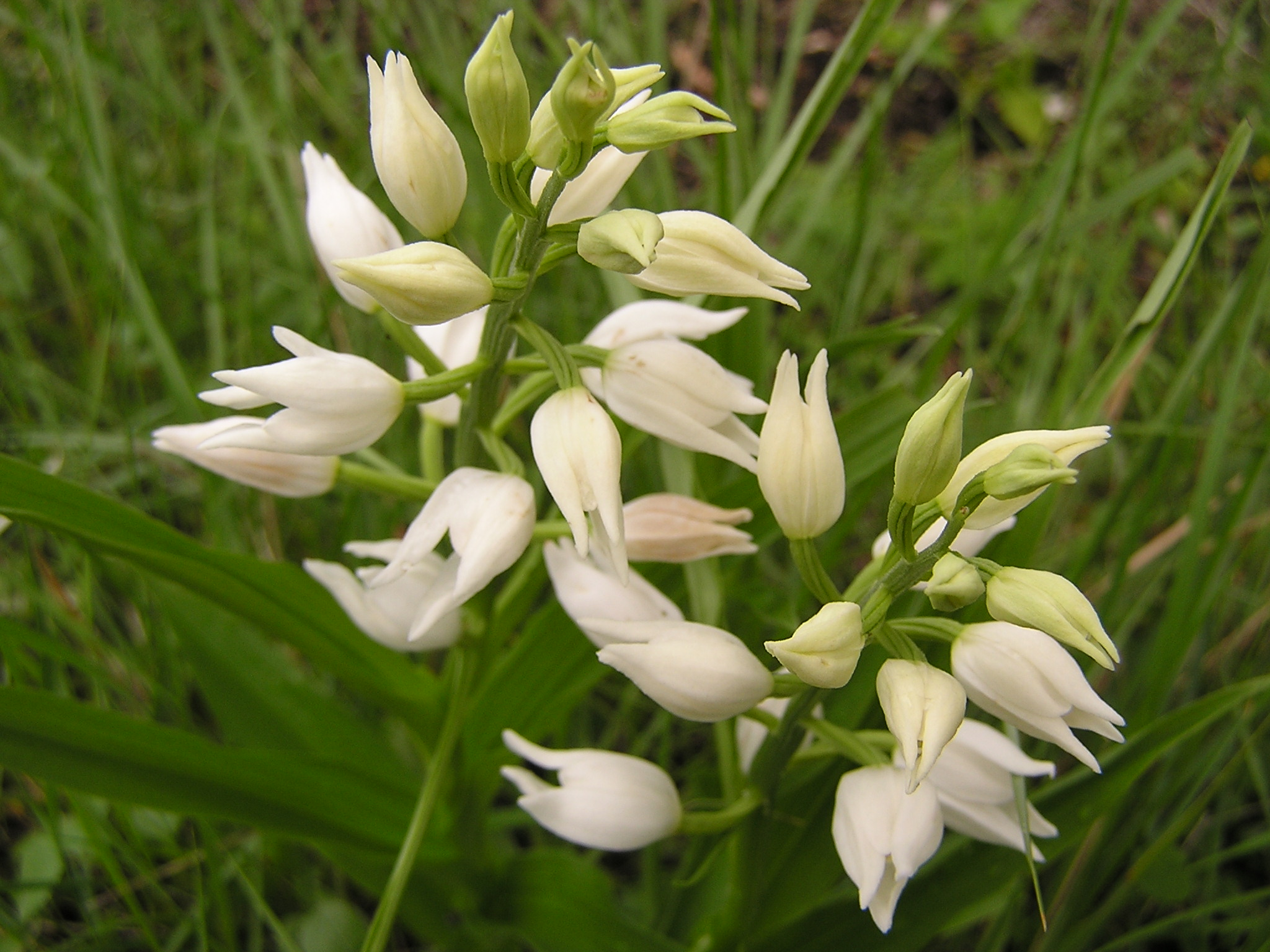
Cephalanthera longifolia
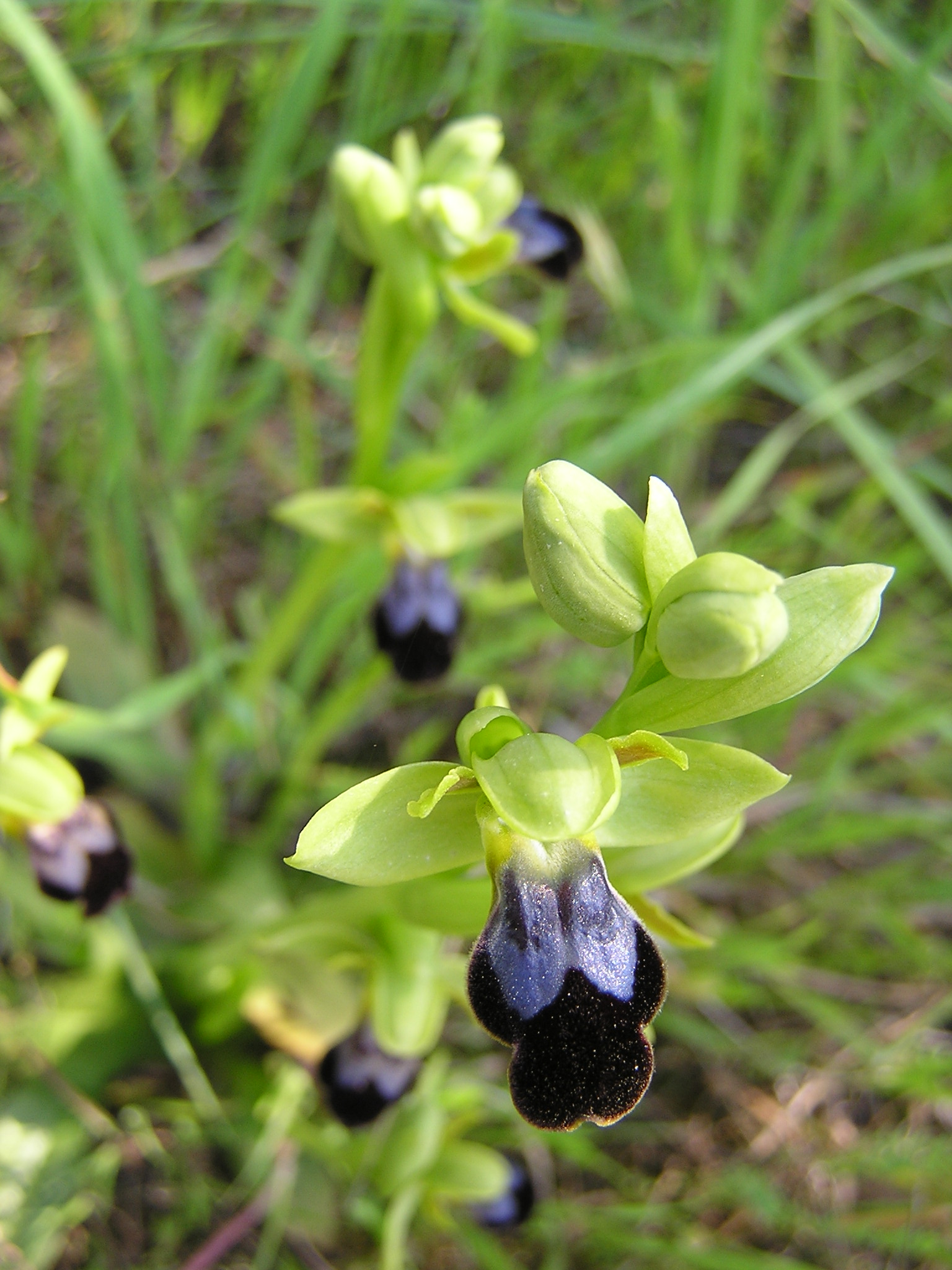
Ophrys fusca
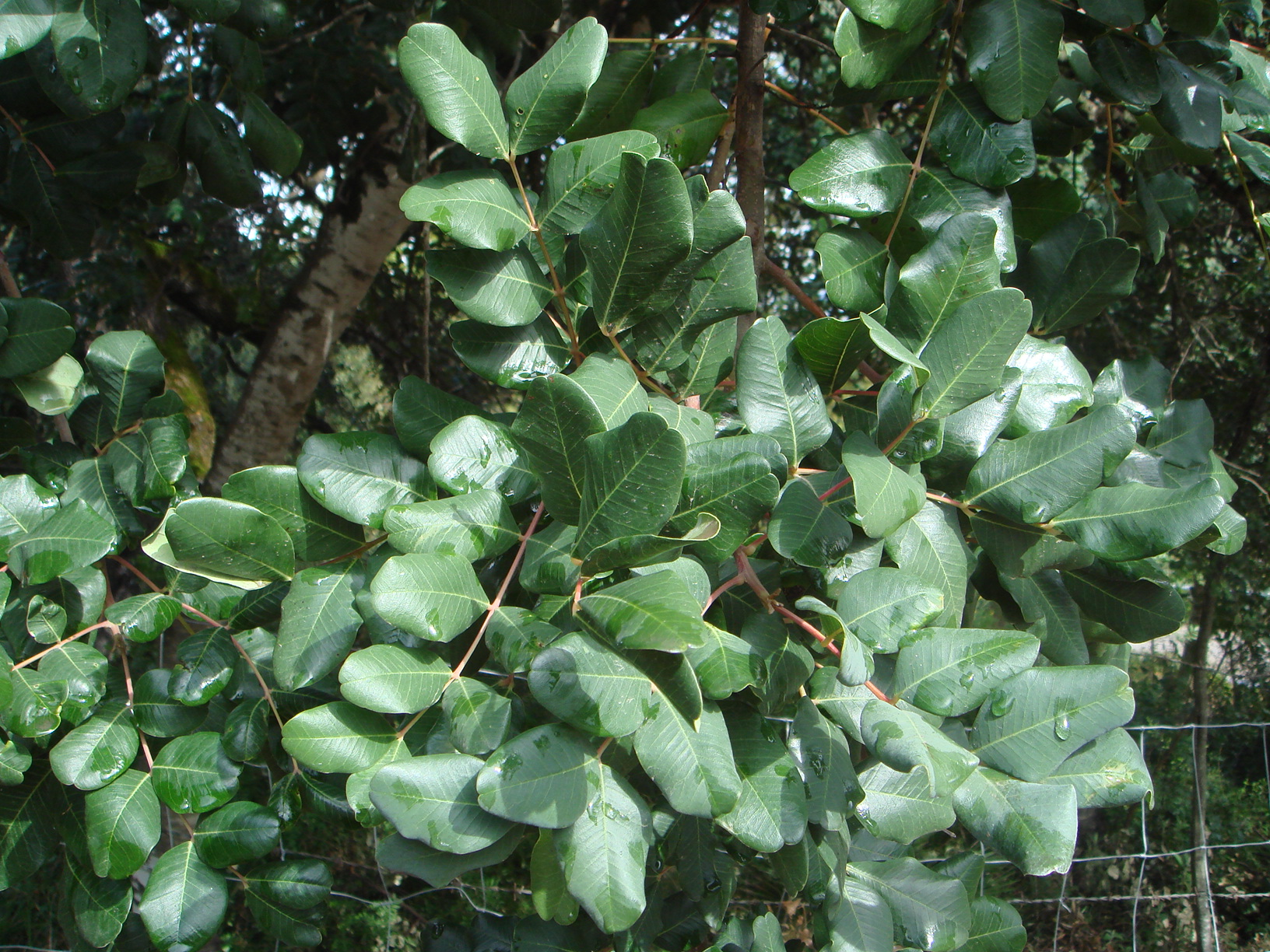
Ceratonia siliqua
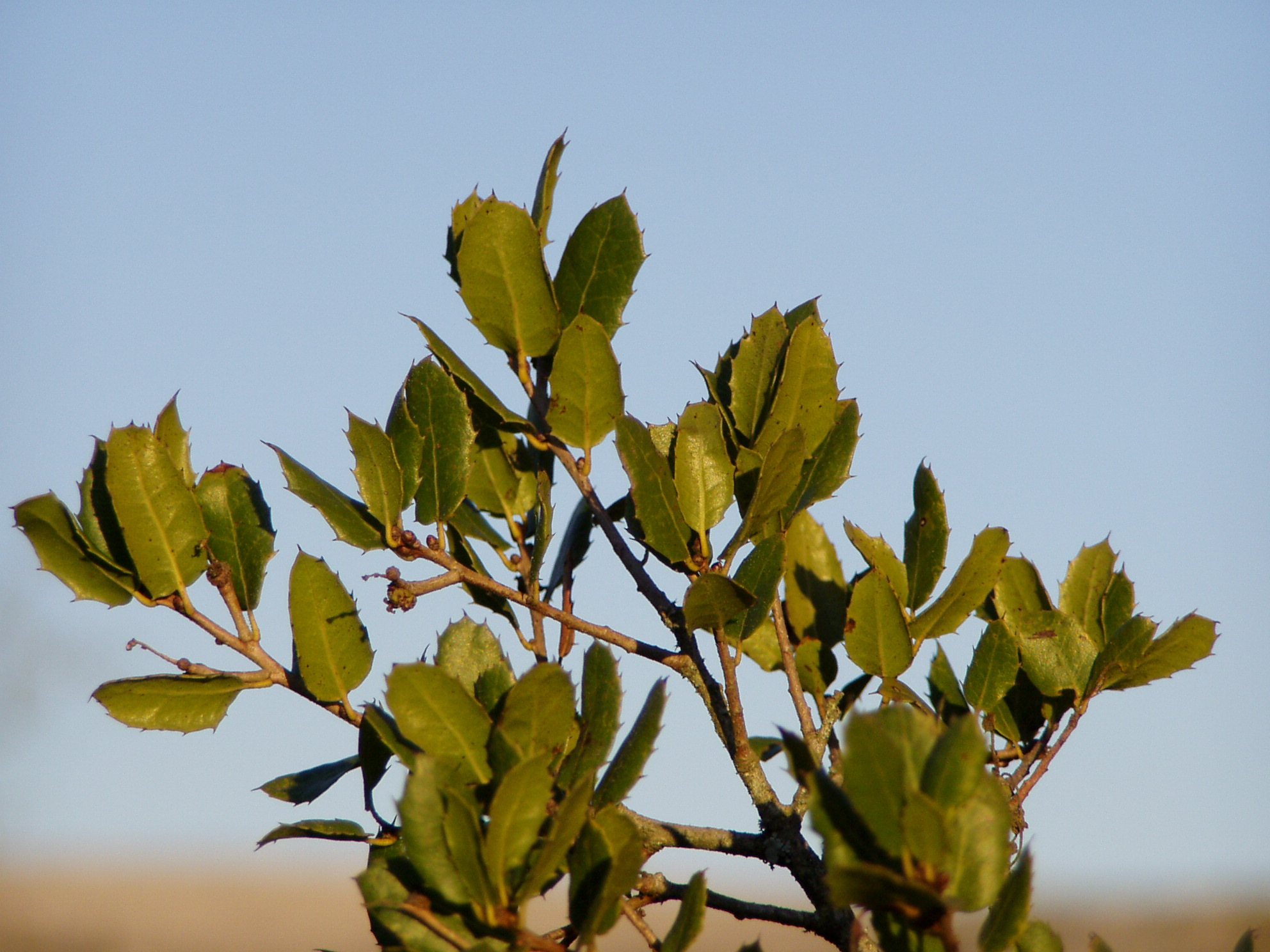
Quercus coccifera
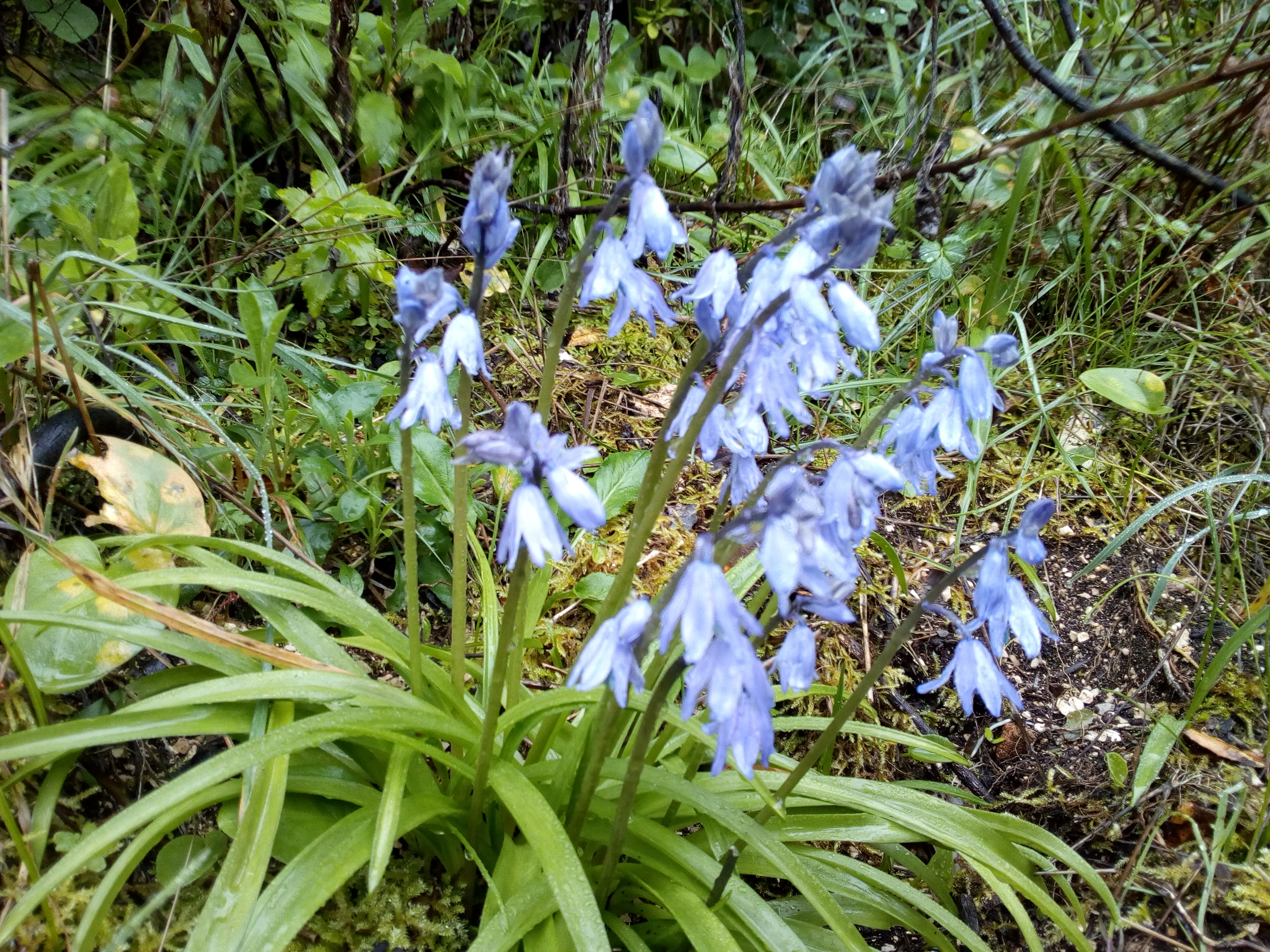
hyacinthoides hispanica
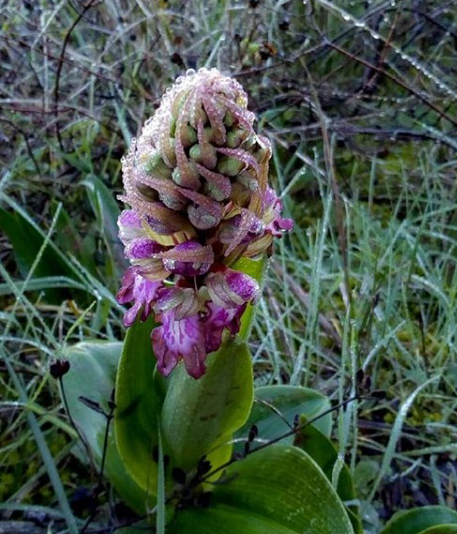
Orchidaceae Barlia robertiana
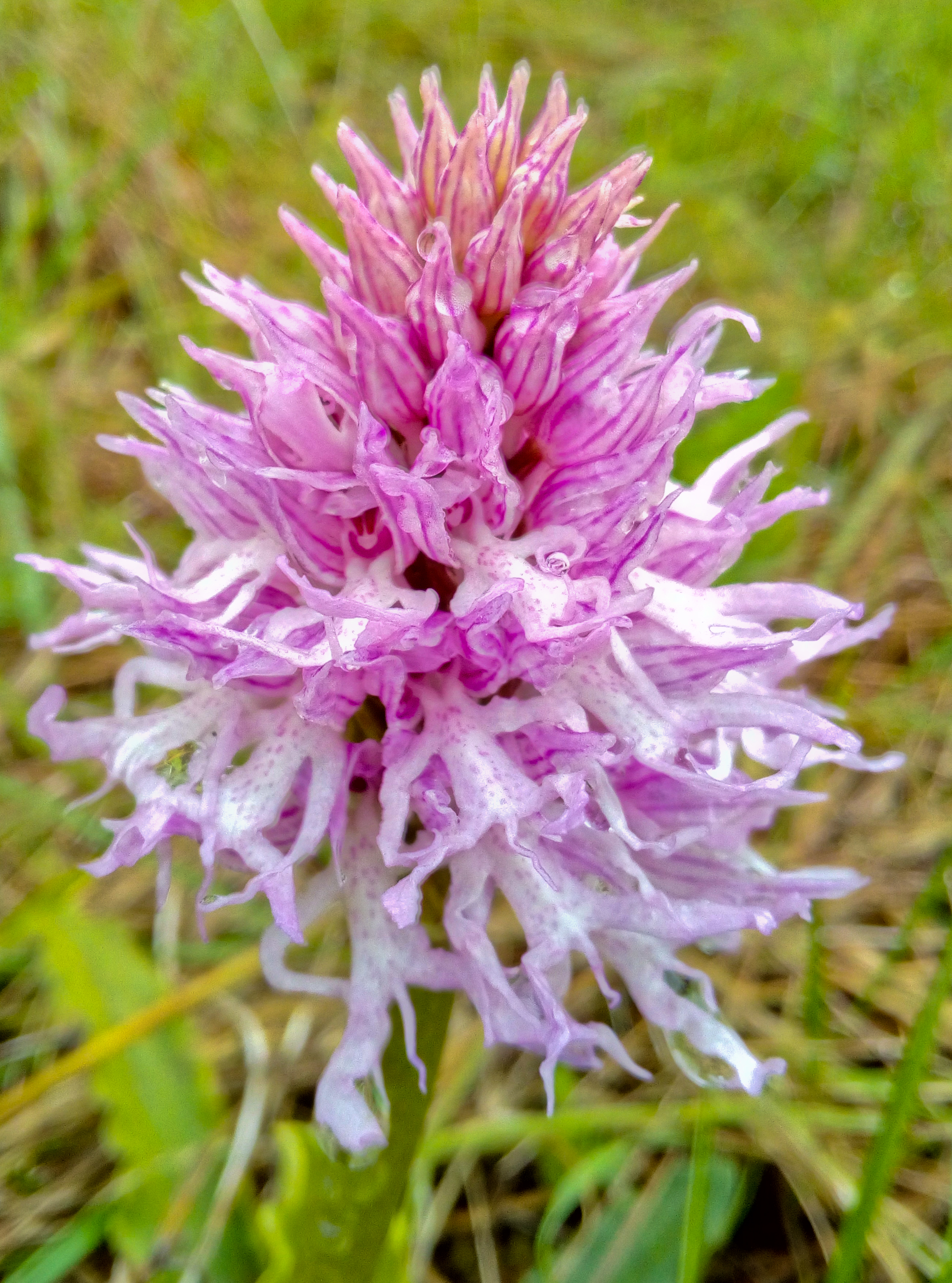
Orchidaceae Orchis italica
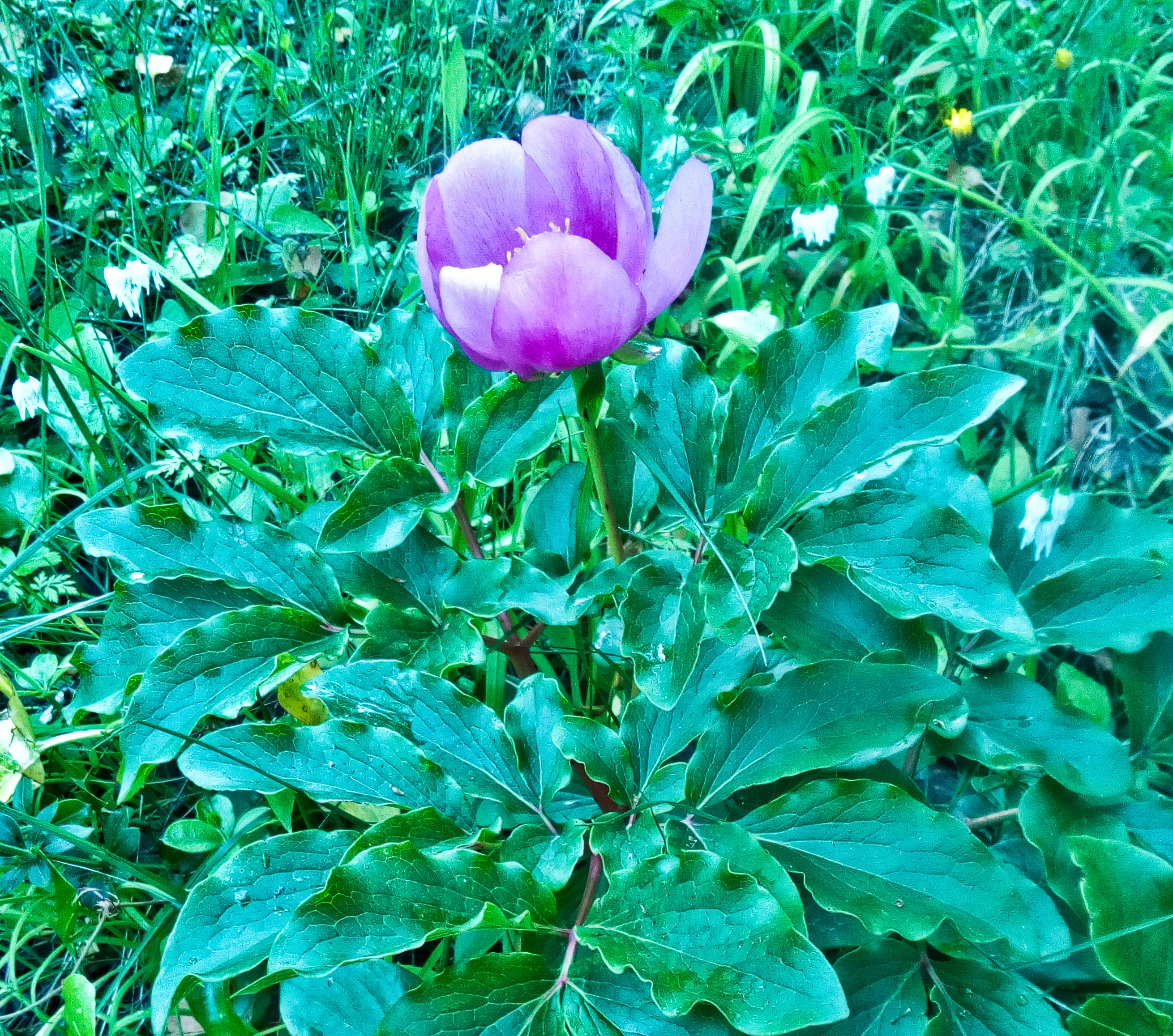
Paeonia broteri
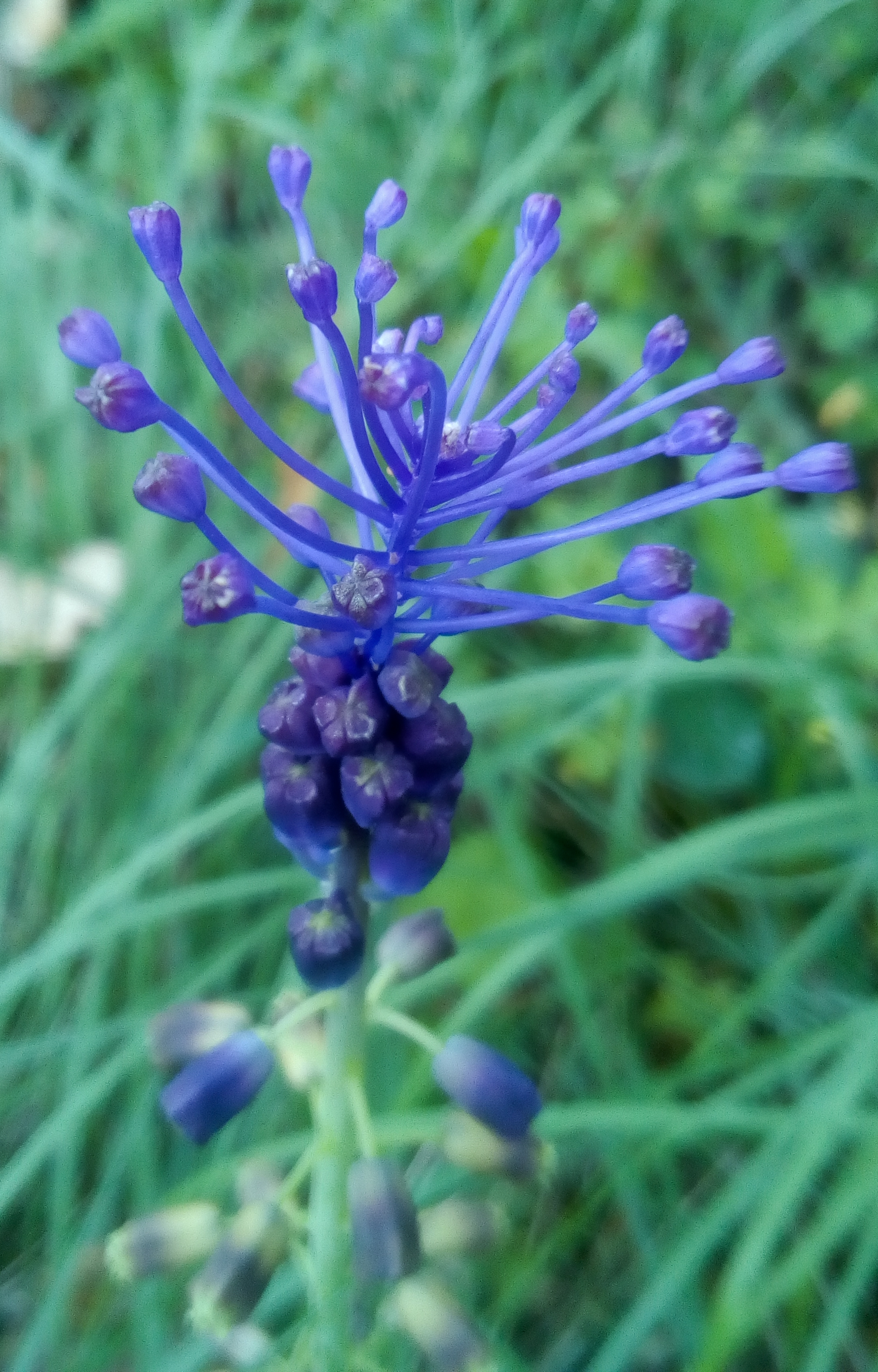
Muscari Comosum
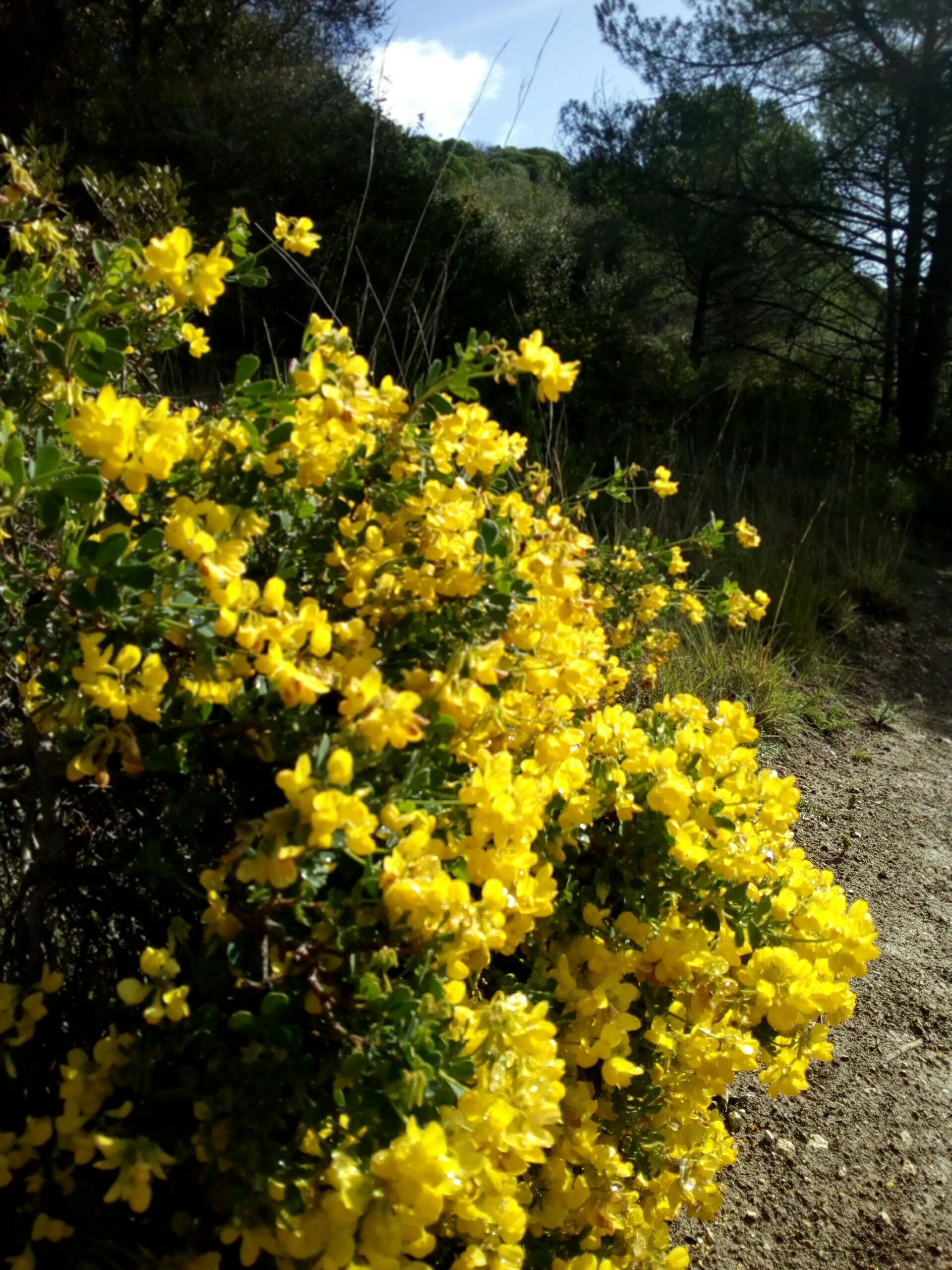
Coronilla valentina
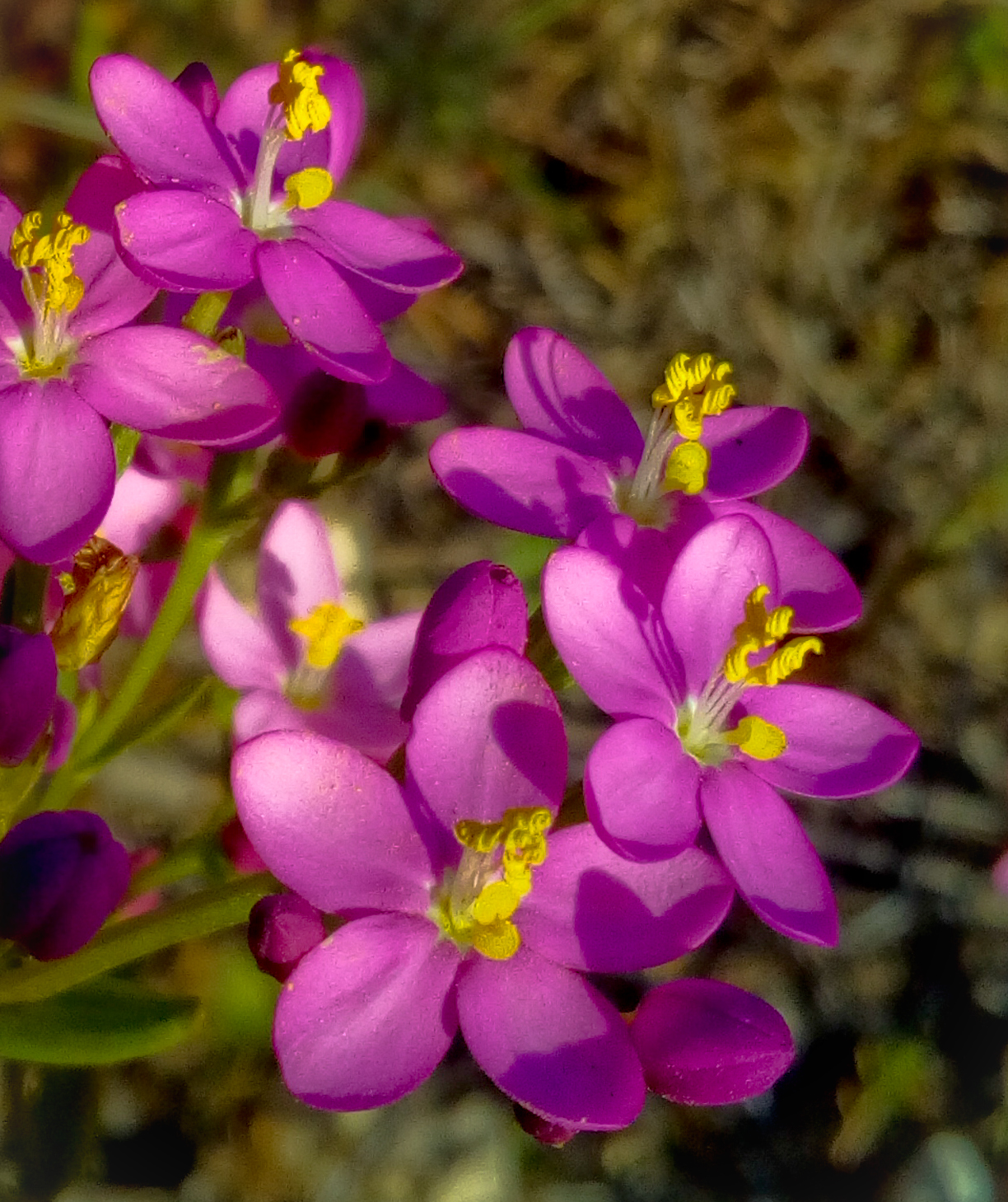
Centaurium Erythraea Grandiflorum
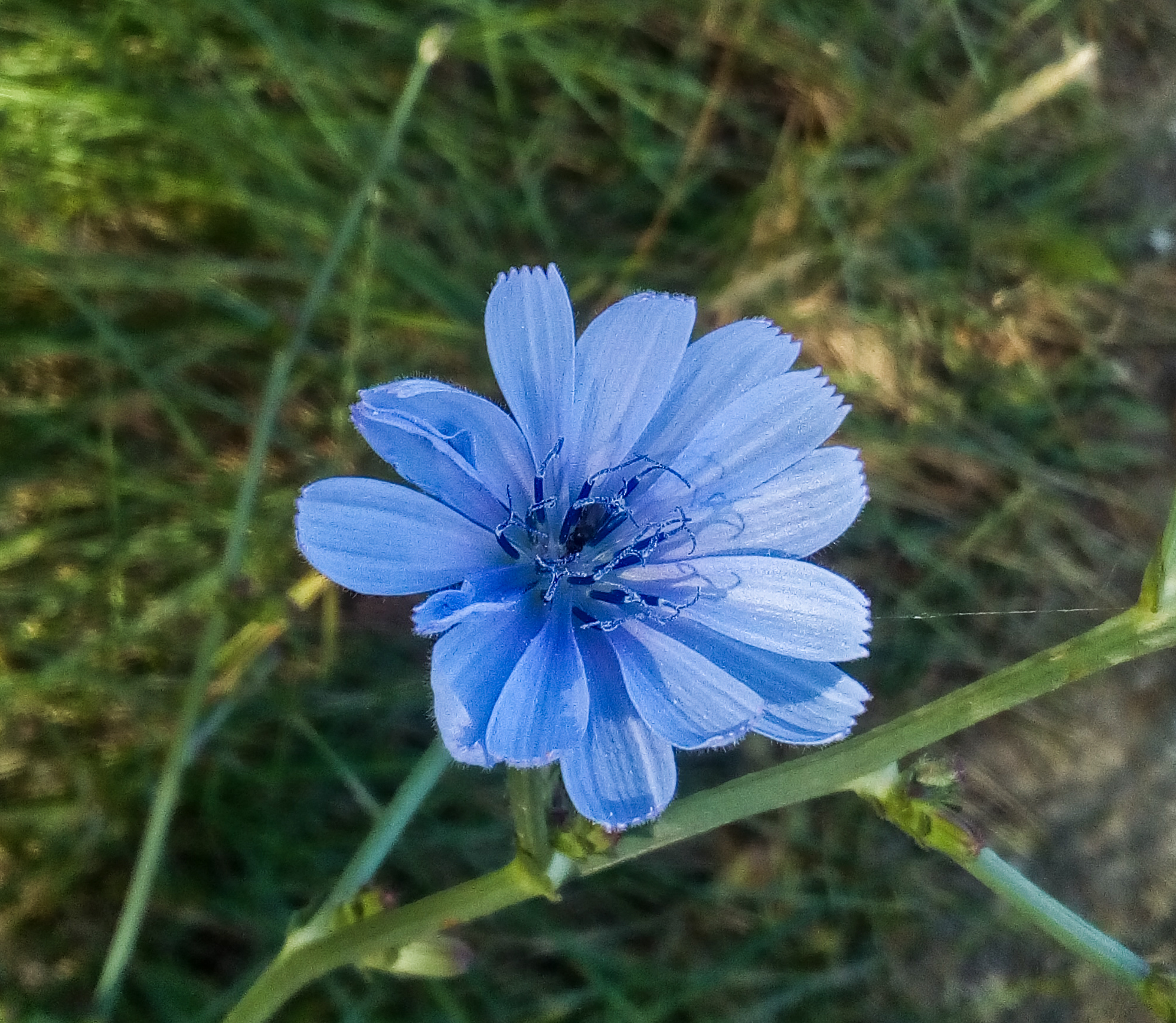
Cichorium Intybus
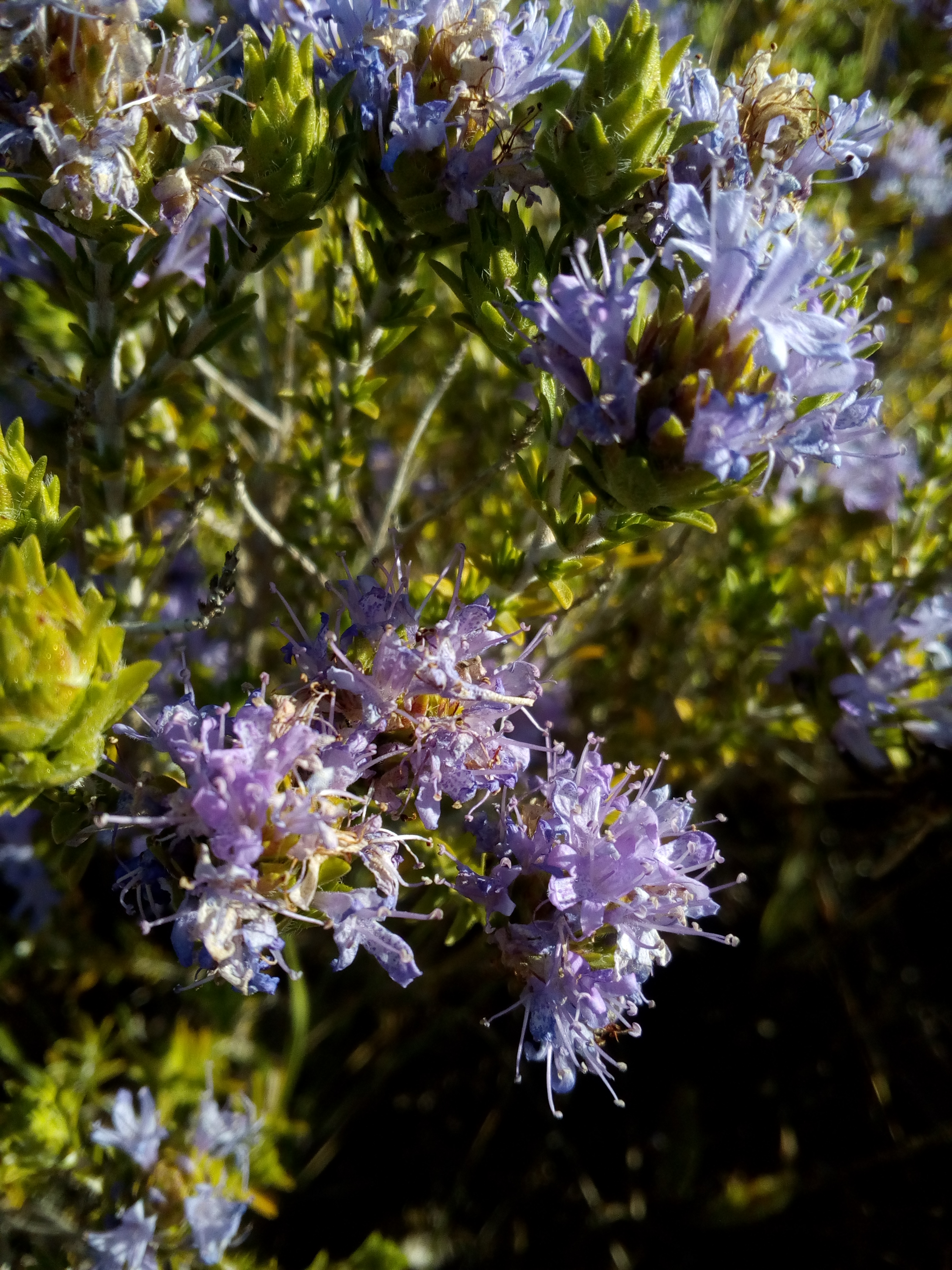
Coridothymus capitatus
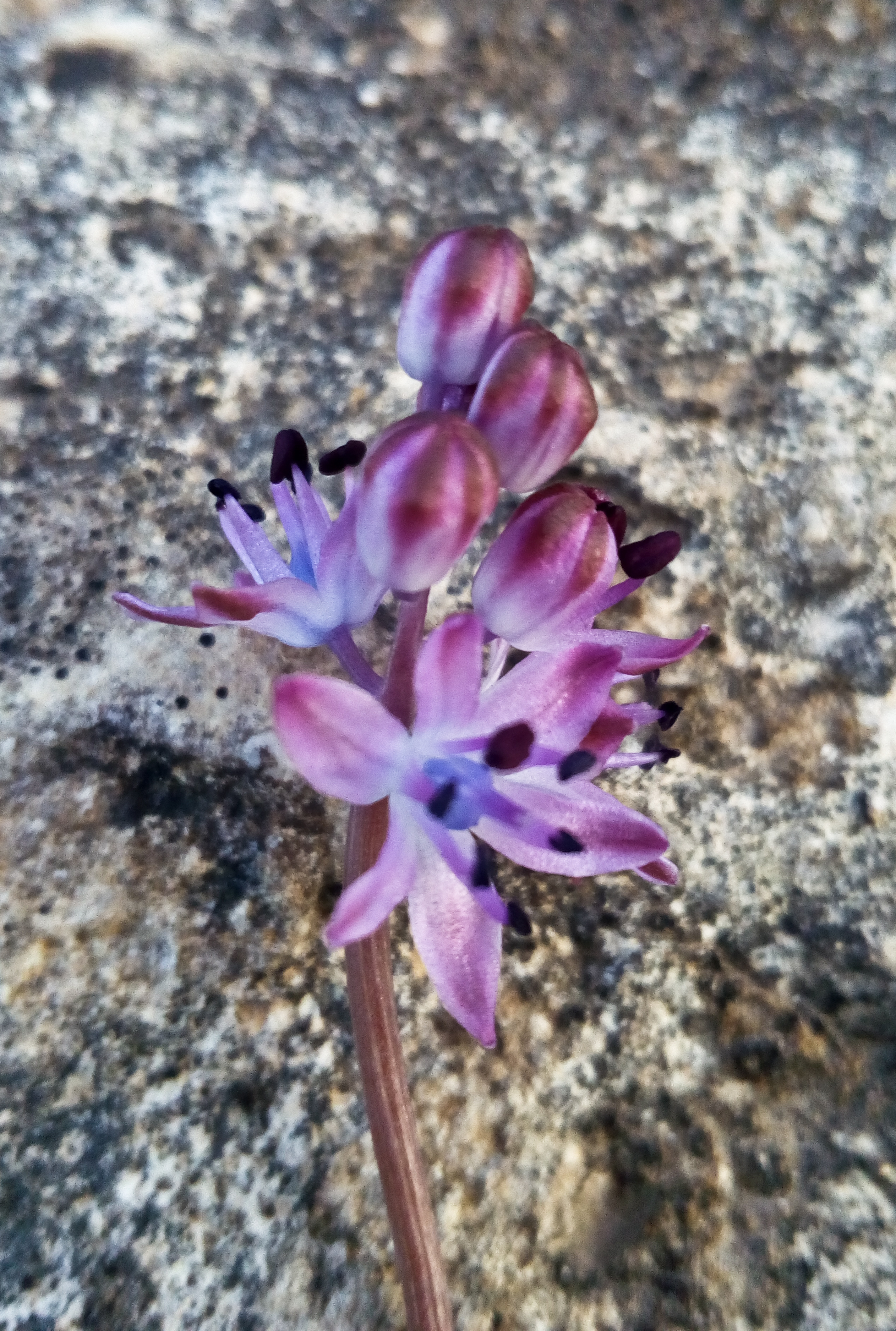
Scilla autumnalis
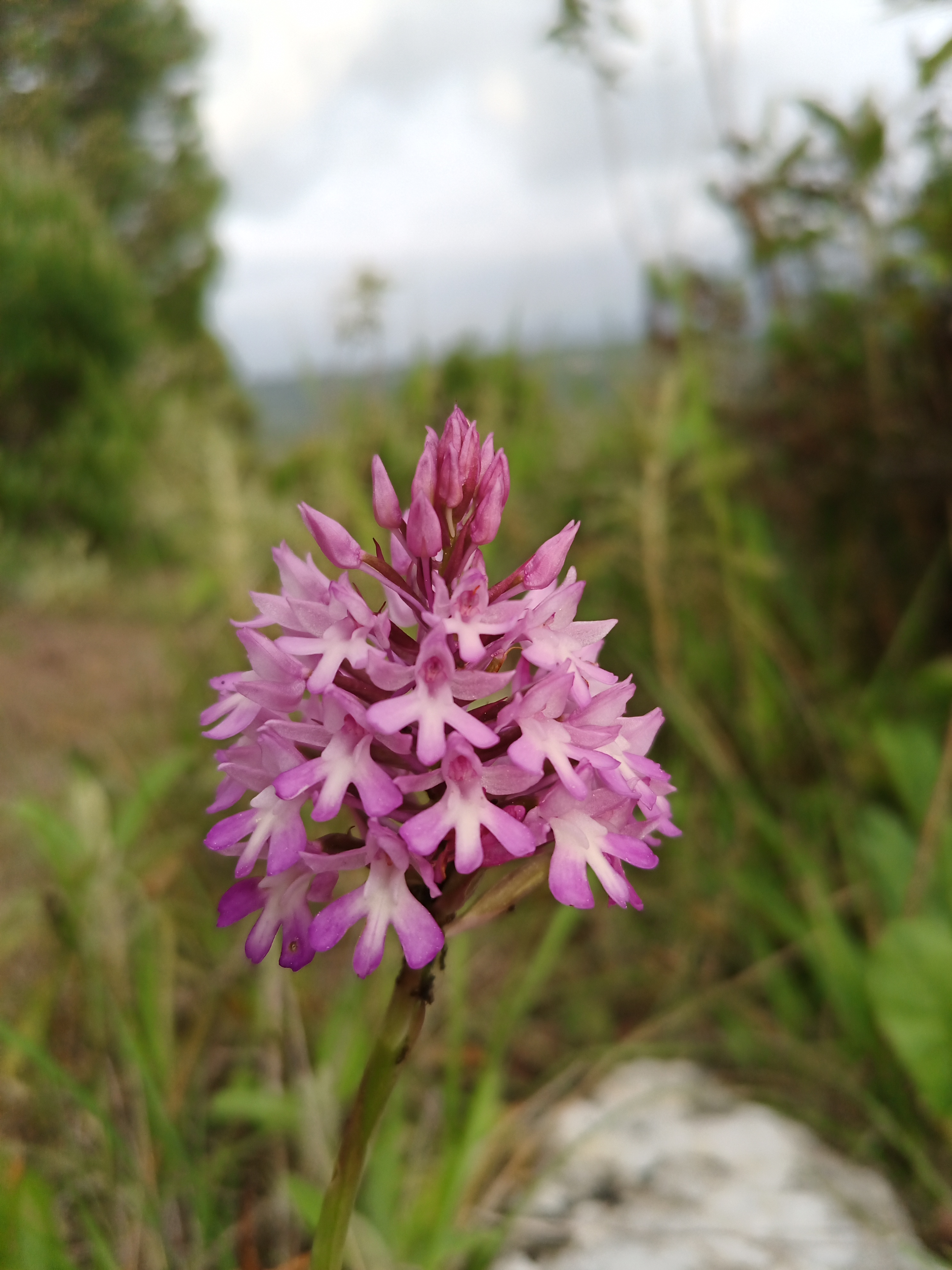
Orquídea piramidal -

### Orquídeas
Em Portugal, existem sensivelmente 45 a 55 espécies diferentes de orquídeas e, na Arrábida, há 30 com presença devidamente registada. É expressivo e de extraordinária importância o valor ecológico da região e do parque natural da Arrábida.

## Fauna

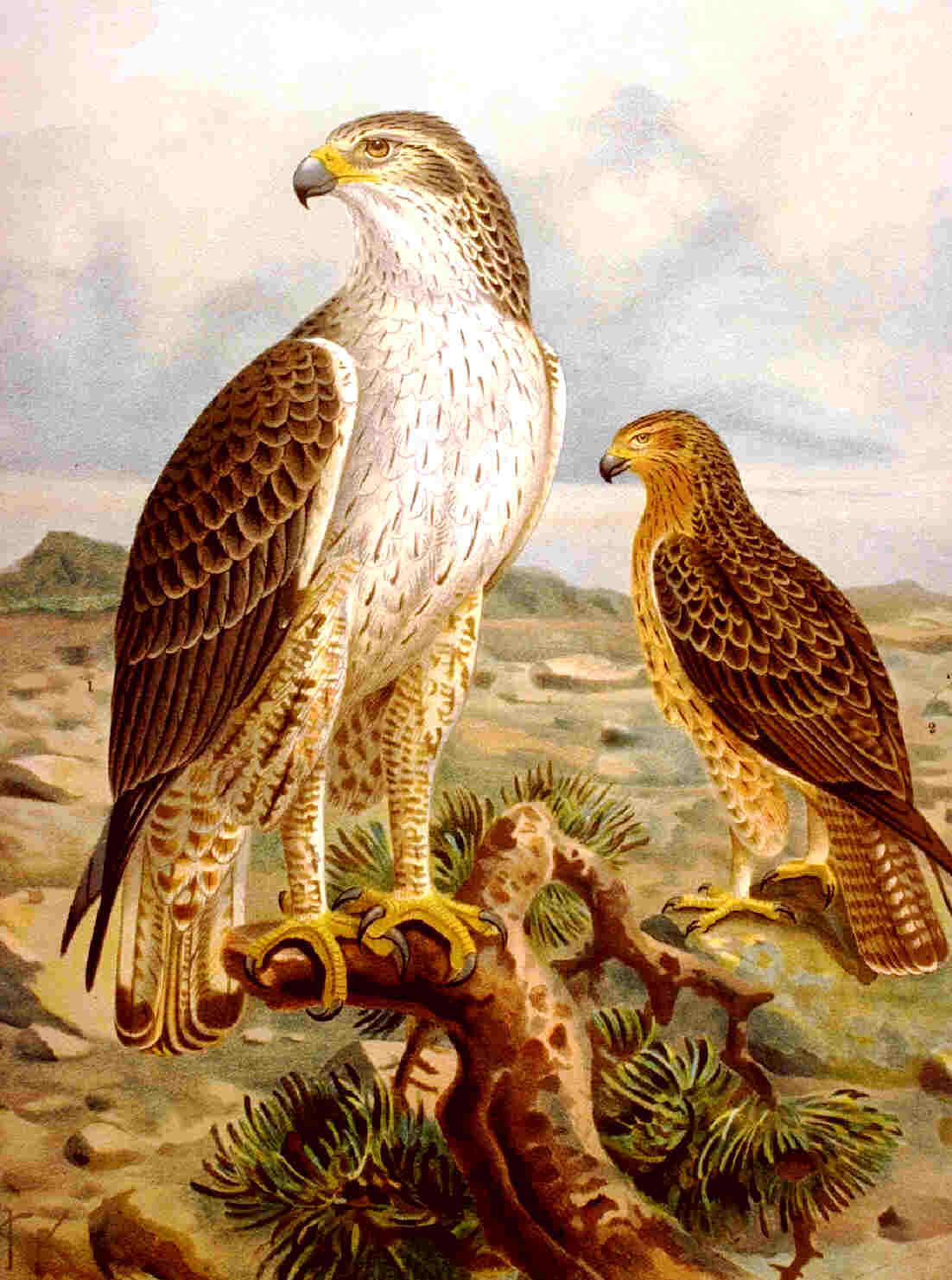
A Serra da Arrábida é o único ponto da costa portuguesa onde nidifica a rara Águia de Bonelli (Hieraaetus fasciatus)

Estão registadas no Parque Natural da Arrábida um número considerável de espécies, num total de 213 de vertebrados:  8 anfíbios, 16 répteis, 154 aves e 35 mamíferos.
Entre os mamíferos destacam-se a raposa (Vulpes vulpes), javali   (Sus scrofa), a doninha (Mustela nivalis), toirão (Mustela putorius), a geneta (Genetta genetta), coelho-bravo (Oryctolagus cuniculus), o texugo (Meles meles) e a provável ocorrência de gato-bravo        (Felis silvestris), a doninha e a fuínha (Martes foina). As grutas, principalmente nas arribas, têm associada uma fauna muito particular de morcegos: morcego-de-peluche (Miniopterus schreibersii), morcego-de-ferradura-mediterrânico (Rhinolophus euryale), morcego-de-ferradura-grande (Rhinolophus ferrumequinum) e morcego-de-ferradura-mourisco (Rhinolophus meherlyi).
Entre as aves destacam-se a águia de Bonelli  (Hieraaetus fasciatus)  – com o único casal a nidificar na costa portuguesa, o falcão-peregrino (Falco peregrinus), o bufo-real (Bubo bubo), a coruja-das-torres (Tyto alba), o andorinhão-real (Apus melba), o melro-azul (Monticola solitarius) e o rabirruivo-preto (Phoenicurus ochrurus), o rouxinol (Luscinia mergarhynchos), o pisco-de-peito-ruivo e a carriça (Troglodytes troglodytes), o bico-grossudo (Coccothraustes coccothraustes), a poupa (Upupa epops), a perdiz-comum, a cotovia-de-poupa (Galerida cristata), o noitibó-de-nuca-vermelha (Caprimulgus ruficollis) e o guarda-rios (Alcedo atthis), o pica-pau-malhado-grande (Dendrocopus major), os chapins (Parus spp.), a trepadeira-comum (Certhia brachydactila), e o cuco-canoro (Cuculus canorus).
Nos anfíbios e répteis, a lagartixa, a cobra-de-pernas-pentadáctila (Chalcides bedriagai), a cobra-de-escada (Elaphe scalaris), a cobra-rateira (Malpolon monspessulanus), a víbora-cornuda e a cobra-de-ferradura (Coluber hippocrepis). Os recursos aquáticos proporcionam abrigo ao cágado (Mauremys leprosa) e a cobras-de-água (Natrix spp.).
De entre as milhares de espécies de invertebrados inclui-se uma das poucas espécies animais portuguesas classificadas como em Perigo Crítico de Extinção pela União Internacional para a Conservação da Natureza –  a aranha cavernícula do Frade (Anapistula ataecina).

## Parque Marinho Professor Luiz Saldanha

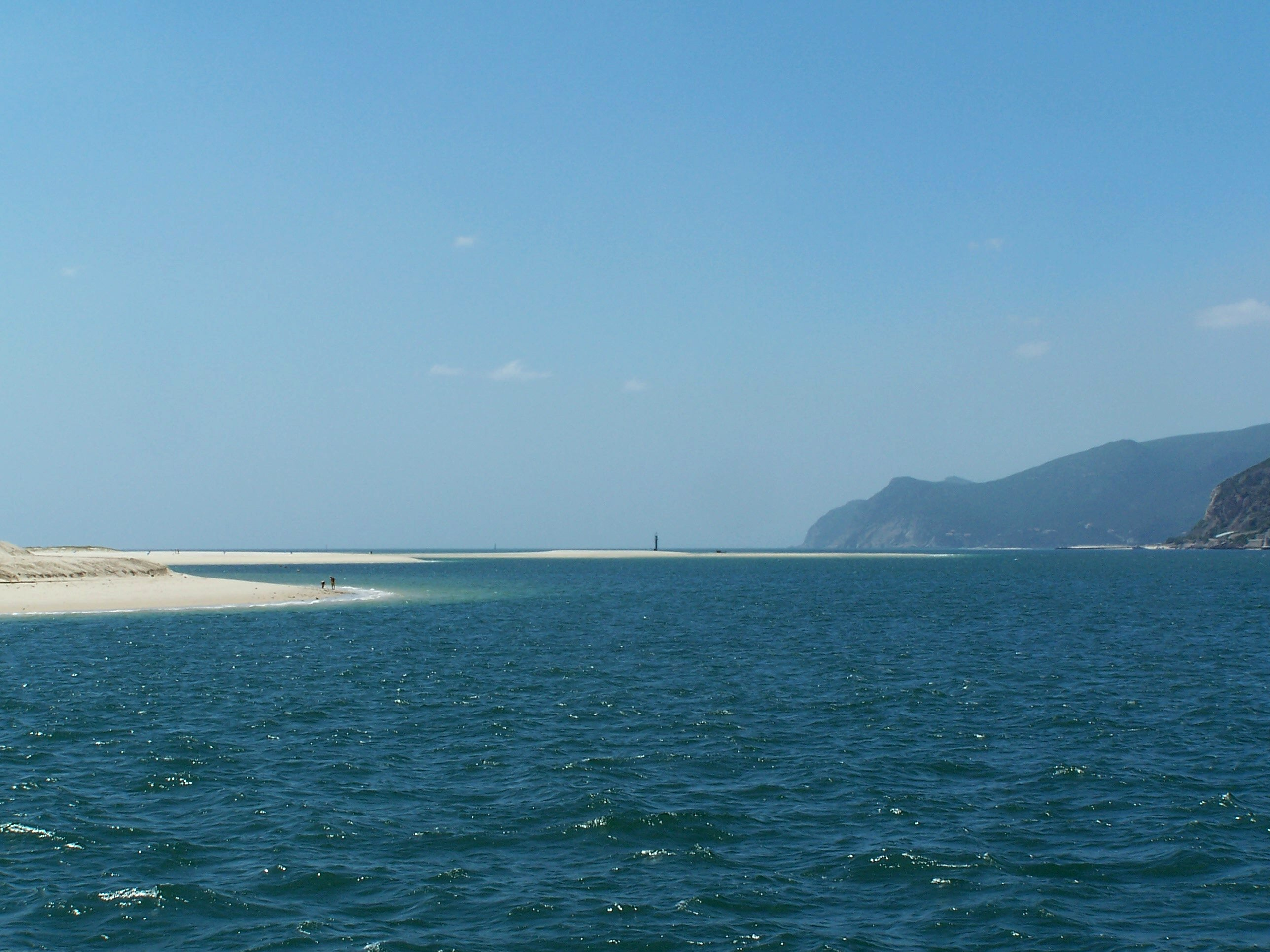
Costa da Arrábida vista da Foz do rio Sado

A costa da Arrábida é conhecida pela suas costas calmas e transparentes e reúne condições invulgares para a biodiversidade aquática, a orla costeira do parque natural da Arrábida foi classificada em 1998 como Área Protegida.
O Parque Marinho Professor Luiz Saldanha é a área de reserva marinha do Parque Natural da Arrábida. Estabelecido em 1998, contempla cerca de 53 km² correspondentes aos 38 km de costa entre a praia da Figueirinha e o Cabo Espichel. É uma área com uma riqueza natural única a nível nacional e europeu, onde se encontram mais de 1 000 espécies de animais e plantas marinhas, que já nos finais do século XIX suscitou o interesse do Rei D. Carlos, entre outros naturalistas e universidades.
O nome do parque foi atribuído em homenagem a Luiz Saldanha, biólogo e oceanógrafo, professor da Faculdade de Ciências da Universidade de Lisboa, que dedicou parte da sua carreira científica ao estudo da costa da Serra da Arrábida.
O Parque apresenta fundos diversificados, rochosos e arenosos, com profundidades até aos 100 metros. Com zonas abrigadas, como várias enseadas na base das escarpas costeiras, até zonas de forte ondulação, como no Cabo Espichel. A elevada diversidade animal pode ser facilmente observada junto às rochas, onde são frequentes as anémonas,  as estrelas-do-mar, ouriços-do-mar e crustáceos. A variabilidade de peixes é também surpreendente, com espécies menos conhecidas, por não serem alvo de pesca, que tornam esse ecossistema marinho dos mais ricos a nível nacional e europeu. De especial relevo a fauna marinha na Pedra da Anicha, com a baía costeira a ser uma zona importante para criação e manutenção da fauna marítima do Atlântico Norte. A flora subaquática tem também características de assinalável importância ecológica.
O Parque Marinho inclui uma área de protecção total com 4 km² (10% da área do Parque) onde não é permitida qualquer pesca, quatro áreas de protecção parcial com um total de 21 km² (40% da área do Parque), com restrições à pesca com armadilhas e linhas, parte entre o Portinho da Arrábida e a Figueirinha (cerca de 1,8 km²), e três áreas de protecção complementar com um total de 28 km² (50% da área do Parque) onde só embarcações licenciadas poderão operar.

## Geologia

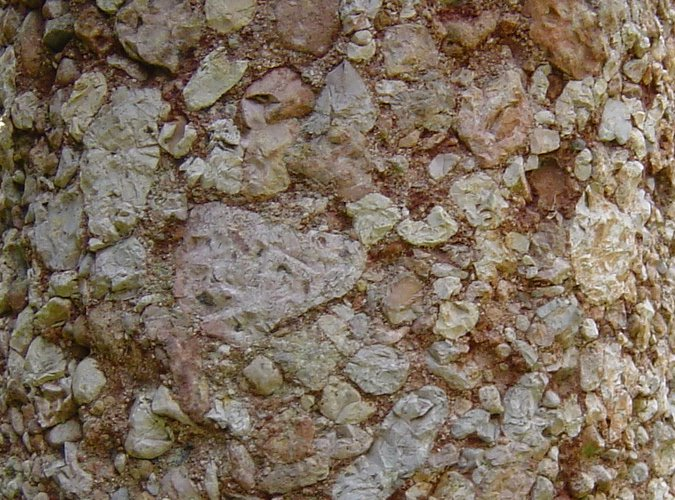
Brecha da Arrábida em bruto

De especial importância, a existência de alguns afloramentos rochosos, nomeadamente os calcários brancos do Sul e os cinzentos do Norte, que geram uma abundância de grutas. De referir a existência da conhecida brecha da Arrábida, uma rocha de origem sedimentar formada de fragmentos grandes e angulosos, em meio de uma massa de cimentação composta de material mais fino. Muito apreciada como rocha ornamental, é vulgarmente conhecida como "mármore da Arrábida", apesar de não ser uma pedra metamórfica. Única em Portugal e, provavelmente, a nível mundial, foi muito utilizada nas igrejas e capelas de Setúbal. Contudo, a pedreira de onde era extraída foi encerrada na década de 1970. Actualmente, ainda é utilizada pelos organismos de Setúbal em placas inaugurais.

## Palentologia
No Monumento Natural da Pedra da Mua encontram-se pistas com pegadas de saurópodes.

## Espeleologia
O parque natural da serra da Arrábida possui algumas das grutas mais deslumbrantes de Portugal, sendo este sistema subterrâneo um dos mais raros de Portugal e até a nível mundial.
Em grande parte do parque existe uma variedade significativa de Grutas, Lapas, Alagares e Sumidouros.
- Cabo Espichel:

Gruta da Grande Falha, Gruta do Meio, Gruta da Garganta do Cabo, Lapa dos Lagosteiros, Lapa das Pombas, Lapa da Cagadinha, Lapa do Cabo e Lapa da Páscoa.
- Serra da Azoia:

Lapa do Vale, Lapa 4 de Maio, Lapa da Janela 3, Lapa dos Corvos, Lapa da Janela 2, Lapa da Janela 1, Lapa da Furada, Lapa do Bugio e Lapa do Jerónimo.
- Serra dos Pinheirinhos:

Gruta da Utopia, Gruta do Frade, Gruta do Zambujal, Gruta do Coelho, Gruta da Ribeira do Cavalo, Lapa do Agoirento, Lapa do Mané Zunga, Lapa do Sono, Lapa do Burro, Lapa dos Pinheirinhos 1, Lapa dos Pinheirinhos 2, Lapa do Fumo e Lapa do Sapo.
- Cavalo e Achada:

Lapa do Forte do Cavalo, Grutas A e B do Forte do Cavalo, Lapa do Coelho 2, Lapa do Tamboril, Lapa da Withania, Lapa da Euphorbia, Lapa do Mosquito e Lapa da Cova.
- Serra do Risco

Gruta dos Morcegos, Gruta da Nazaré , Gruta da Figueira Brava, Lapa da Estrada, Lapa das Conchas, Lapa das Areias, Lapa de Alpertuche, Lapa Verde, Lapa de Santa Margarida , Lapa do Castelo dos Mouros e Lapa da Greta.
- Algares e sumidouros:

Algar por Um Dia, Algar da Primavera, Algar das Duas Colinas, Algar da Toupeira, Algar do Acaso, Algar dos Ouriços do Mar, Algar das Aranhas, Algar de São João do Deserto, Algar da Cobra, Algar dos Badalos, Algar do Monte Abraão, Sumidouro do Cabo, Sumidouro do Zambujeiro, Sumidouro da Brecha e Sumidouro dos Ouriços.

## Locais de interesse e de referência
Em todo o parque existe um elevado número de locais de interessasse e referência, TAis como:
- Castelo de São Filipe.
- Forte de Santa Maria.
- Castelo de Palmela.
- Forte de Santiago do Outão.
- Forte de Albarquel.
- Convento de Nossa Senhora da Arrábida.
- Santuário de Nossa Senhora do Cabo Espichel.
- Quinta da Bacalhoa.
- Quinta das Torres.
- Palácio dos Duques de Aveiro.
- Grutas da Quinta do Anjo.
- Castro de Chibanes.
- Alcaria do Alto da Queimada,
- Alcaria da Portela.
- Roça do Casal do Meio.
- Casal do Mocinho.
- Jazida dos Pinheirinhos.
- Mar de Ancão.
- Lapa do Fumo.
- Lapa do Bugio.
- Castelo dos Mouros.
- Povoado das Terras do Risco.

## Ocupação humana
O Parque natural da Arrábida foi ocupado por pequenos grupos de Homo erectus que se estabeleceram no litoral, principalmente entre o cabo Espichel e Sesimbra, onde instalaram pequenos habitats de curta duração. Nessas praias, ricas em calhaus rolados, terão sido produzidos os primeiros artefactos humanos utilizados na região. As grutas escavadas pelo mar foram igualmente ocupadas por grupos paleolíticos, havendo a assinalar a Lapa de Santa Margarida e a gruta da Figueira Brava, localizadas a oeste do Portinho da Arrábida, ambas com vestígios do Paleolítico Inferior (400.000 a 200.000 a.C.).
A colonização romana no parque fez-se sentir por volta do ano 25 a.C., incidiu essencialmente na exploração e transformação dos recursos marinhos na praia do Creiro (Complexo de salgas de peixe do Creiro), perto do Portinho da Arrábida, foram instalados centros fabris de salga de peixe e preparação de garum (composto de restos de peixe, ovas, sangue, mariscos e moluscos macerados em sal, a que se adicionavam molhos), que depois de embalados em ânforas eram exportados para os centros de consumo do império. Foi também utilizado o Castro de Chibanes como zona de controlo da região.

## Actividades humanas
Uma das atividades tradicionais características da zona do Parque é o fabrico do Queijo de Azeitão, que tem um sabor característico e muito apreciado. É produzido nos concelhos de Setúbal, Sesimbra e Palmela e constitui uma denominação de origem protegida de acordo com as normas da União Europeia. As características particulares do Queijo de Azeitão estão associadas a factores ambientais próprios do maciço do Parque Natural da Arrábida, como o clima e a natureza calcária do solo. O Queijo de Azeitão é produzido a partir de leite de ovelha cru, ao qual apenas se junta cardo e sal. As suas características organoléticas muito particulares e apreciadas estão intimamente ligadas à flora das pastagens do Parque Natural da Arrábida e à utilização de cardo Cynara cardunculus espontânea no sul do país, para a coagulação do leite.

Vista do Portinho da Arrábida em 1950

A cultura da vinha praticada desde tempos antigos, devido às condições apropriadas de solo e clima, permite a produção de uma variedade de vinhos muito conceituados. A casta Moscatel de Setúbal assume grande importância em toda a região, constituindo uma variedade essencial na região demarcada de "Terras do   Sado", associada à produção de vinhos brancos e do vinho fortificado comercializado com o mesmo nome.
O mel produzido na região, de sabor aveludado e muito característico, tem justa fama devido à riqueza florística da serra. A abundância de plantas aromáticas como o alecrim Rosmarinus officinalis, a murta Myrtus communis, a esteva Cistus ladanifer, as lavândulas Lavandula spp., o tomilho Thymus vulgaris e o tojo Ulex densus, entre outras, aliada ao caráter temperado dos invernos, oferece boas condições para a apicultura.
O Parque engloba uma importante comunidade piscatória que se dedica à pesca marítima artesanal. Perto de metade dessa frota opera com pequenas embarcações de madeira (aiolas) com menos de 5 m de comprimento e dedica-se maioritariamente à pesca com linhas e anzóis e captura de peixe e cefalópodes como o polvo, choco e a lula. A restante frota opera com botes de até 7 m de comprimento que utilizam redes de emalhar na captura de peixe e armadilhas essencialmente para o polvo que constitui o recurso mais capturado no Parque.

## Rotas pelo Parque
- Rota dos Vinhos do Parque:
- Rota Gastronómica do Parque:
- Rota Histórica do Parque:
- Rota pedestre da Serra do Louro:
- Rota pedestre da Serra do Louro e São Luís:

## Turismo

### Praias
O parque natural da Arrábida possui praias de extraordinária beleza e qualidade ambiental.
Em 2017, a Praia de Galapinhos foi eleita a mais bonita da Europa, numa votação mundial em que participaram mais de 130 países e escolheram as melhores paisagens dentre 280 zonas balneares do continente europeu.

Praia do Portinho da Arrábida

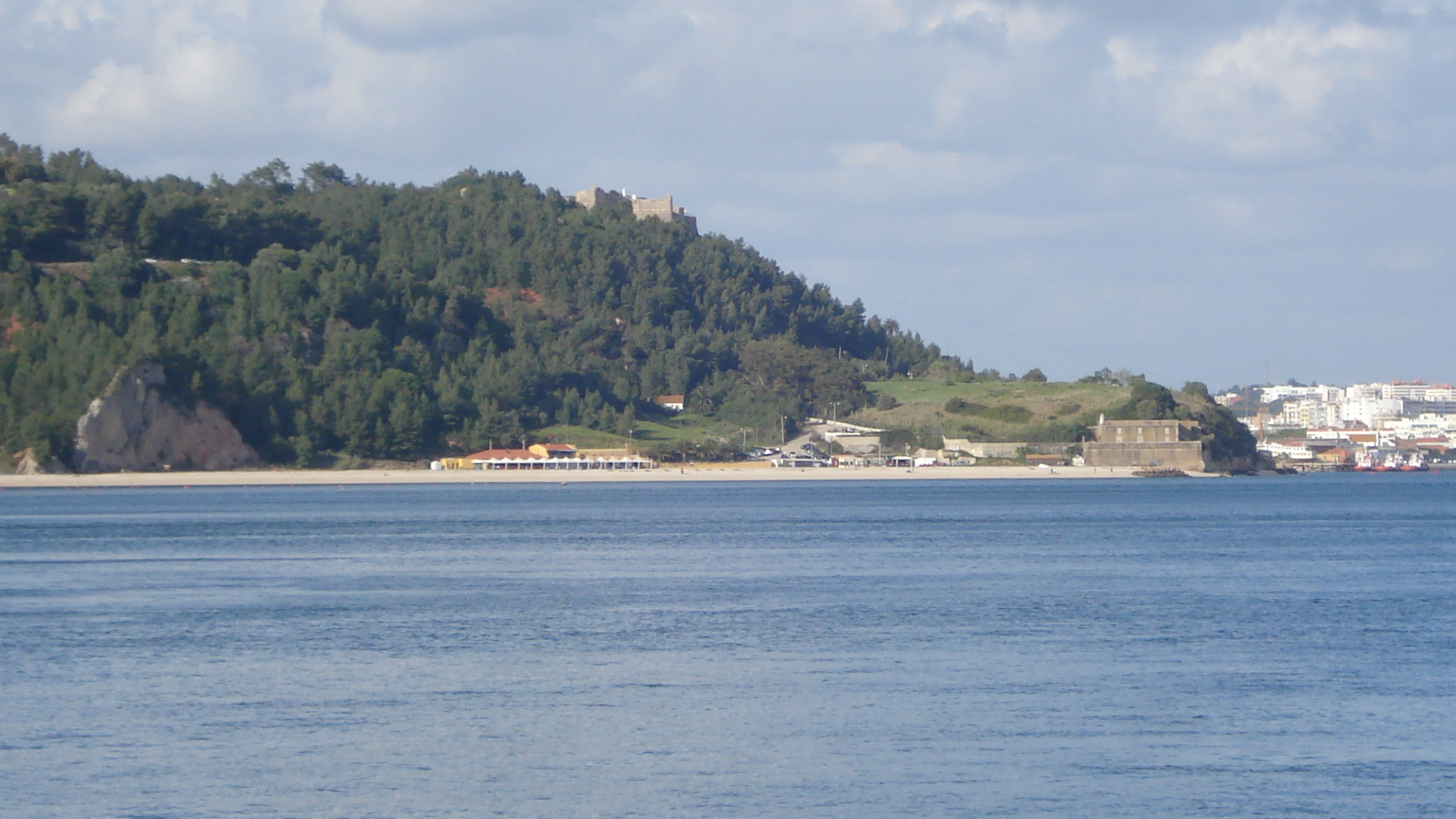
Praia de Albarquel

- Praia de Albarquel
- Praia da Figueirinha
- Praia de Galapos
- Praia de Galapinhos
- Praia dos Coelhos
- Praia do Creiro
- Praia do Portinho da Arrábida

### Turismo ativo
O Parque Natural da Serra da Arrábida, local de várias excursões turísticas, é muito procurado por praticantes de escalada, trail, BTT e montanhismo, verdadeiros protetores do parque.

Praia da Figueirinha vista do banco de areia

## Utilização na rodagem de filmes
O Parque Natural da Arrábida devido a sua beleza natural, estradas cénicas e clima é habitualmente escolhido para a rodagem de filmes, comerciais de televisão e de significativo número de anúncios e comerciais de televisão para automóveis.
Lista de comerciais de televisão com cenas filmadas no Parque Natural da Serra da Arrábida:
- Fiat 500L;  "FIAT 500L Living - A Mãe" apresenta diversas paisagens da Arrábida incluindo os túneis da Figueirinha e o alto da serra da Arrábida.

- Ferrari GTC4Lusso; "Ferrari GTC4Lusso - Official video": algumas das cenas rodadas na estrada junto à praia de Galapos.

Em 1969, foi filmada uma cena do filme James Bond (On Her Majesty's Secret Service) onde Tracy Bond (Diana Rigg) é atingida mortalmente por Irma Bunt (IIse Steppat).

### Arqueologia
- SILVA, Carlos Tavares da; SOARES, Joaquina. Arqueologia da Arrábida. Lisboa : Serviço Nacional de Parques, Reservas e Conservação da Natureza, 1986.

### Flora
- PEDRO, José Gomes; SANTOS, Isabel Silva. Flores da Arrábida: Guia de Campo. Lisboa, Assírio & Alvim, 2.ª ed., 2010. ISBN 978-972-37-1446-3
- RASTEIRO, Francisco Luís; SANTOS, João Cláudio. Guia de Campo : Flora da Arrábida - Espichel. S. l. : Núcleo de Espeleologia da Costa Azul, 2019. ISBN 978-972-99506-4-3

### Outros
- RIBEIRO, Orlando. A Arrábida : esboço geográfico. 3.ª ed., Lisboa : Fundação do Oriente; Sesimbra : Câmara Municipal de Sesimbra, 2004. ISBN 972-785-057-X ISBN 972-9150-47-8

## Videografia
Luís Quinta e Ricardo Guerreiro produziram um documentário intitulado "Arrábida da Serra ao Mar –  Património Mundial da UNESCO, "Há aqui segredos que é urgente revelar", onde são reveladas de forma incisiva a importância e a relevância de todo o parque.
Ricardo Mourão produziu um pequeno vídeo intitulado "Pedra da Anicha", onde revela como um pequeno espaço (rochedo) consegue abrigar diversas espécies de elevada importância para o parque.